# Museu Neandertal
O Museu Neandertal é um museu em Mettmann, Alemanha. Localizado no local da primeira descoberta do homem de Neandertal no Vale de Neander, ele apresenta uma exposição centrada na evolução humana. O museu foi construído em 1996 com um projeto dos arquitetos Zamp Kelp, Julius Krauss e Arno Brandlhuber e atrai cerca de 170.000 visitantes por ano.

## História
O projeto arquitetônico do museu foi escolhido por meio de um concurso realizado na primavera de 1993, no qual participaram 130 participantes da Alemanha e de outros países. O projeto apresentado pelo professor Günter Zamp Kelp, Julius Krauss e Arno Brandlhuber foi escolhido por representar a importância do local. O museu foi fundado em 10 de outubro de 1996 perto do local onde o famoso fóssil de Neandertal foi encontrado. Sua exibição multimídia foi atualizada em 2006. As doações contínuas, doações ou testamento de financiamento são úteis para o desenvolvimento do museu e para a aquisição de muitas outras exposições. O antigo hotel Neanderthaler Hof foi demolido para dar lugar à ampliação do museu.

## Exposições
O museu dá um pano de fundo da migração de pessoas das savanas para as cidades modernas com ênfase nos neandertais. Seus modelos em tamanho real são moldados e exibidos com base em fósseis escavados em sítios arqueológicos. As exposições são exibidas nos quatro andares do edifício que são interligados por uma rampa em espiral. No início da rampa, na primeira seção, há exposições sobre a história do neandertal denominadas "Um vale e seu segredo", que traz informações sobre relíquias do esqueleto do neandertal. A próxima exposição, “Uma viagem no tempo”, trata de fases cruciais da história humana. A partir do tema principal "Evolução da Humanidade", as áreas temáticas distribuídas em cinco seções exibem sequencialmente a "Vida e Sobrevivência", "Ferramentas e Conhecimento", "Mito e Religião", Meio Ambiente e Alimentação" e "Comunicação e Sociedade".
O museu tem uma coleção única de moldes dos fósseis humanos originais que representam a evolução dos hominídeos em geral e dos neandertais em particular. Esta coleção de moldes, preparada com base em achados de vários sítios escavados no mundo, foi facilitada pelas doações da Fundação Alfred Krupp von Bohlen und Halbach.
O museu também abriga a NESPOS Society e.V. (Pleistoceno Pessoas e Lugares) que fornece um banco de dados interativo sobre todos os dados antropológicos e arqueológicos relacionados com os neandertais na forma de "imagens 3D de tomografias computadorizadas e varreduras de superfície, bem como fotografias de alta resolução de humanos fósseis e artefatos”. O software, desenvolvido digitalmente pela NESPOS com base em todas as coleções de fósseis, é distribuído gratuitamente, o que inclui digitalizações de 600 fósseis e artefatos de Bélgica, Croácia, França e Alemanha.

### Exposições especiais
O museu abriga exposições especiais. A última exposição sobre macacos concluída em outubro de 2012 foi desenvolvida pelo museu com um custo de € 120.000. Um total de 43.000 visitantes viram esta exposição, o que a torna uma das mais populares, e a seguir poderá ser vista no Naturhistorisches Museum em Braunschweig. A próxima exposição especial no Museu Neanderthal contará com lobos e foi criada pela Görlitz filial do Naturmuseum Senckenberg; será inaugurada em 18 de novembro de 2012 e estará em exibição até 17 de março de 2013. Ao longo desta exposição, os donos de cães podem levar seus cães ao museu em quatro dias; esta iniciativa é baseada no precedente do Phaeno Science Center em Wolfsburg que tem um dia de cão anual.

## Serviços

### Pesquisa
A Fundação Museu Neanderthal, além de suas exposições atuais, também apoia pesquisas com uma abordagem acadêmica interdisciplinar, com ênfase particular na pesquisa do início da história da humanidade. Escavações internacionais e projetos de pesquisa também são programas ativamente perseguidos. O museu incentiva os leigos a facilitar as investigações sobre a pré-história local. O Museu possui o maior banco de dados do mundo sobre arqueologia glacial, sob o título "NESPOS". As suas atividades incluem a realização regular de conferências e simpósios internacionais, que “geram contactos interdisciplinares e suscitam novas ideias e perspectivas” e cujos anais são publicados em séries científicas publicadas pelo museu. O trabalho do museu na pesquisa arqueológica e paleo-antropológica é apresentado de forma sucinta através dos audiovisuais exibidos com o auxílio de vários tipos de equipamentos multimídia. O museu possui um exaustivo coleção de publicações científicas e filmes relacionados com a pré-história da Europa e Ásia Ocidental e também muitas revistas científicas e monografias que podem ser consultadas no centro de mídia.

### Programas de educação
O museu opera especificamente um programa de disseminação de conhecimento para professores (incluindo professores de pré-escola) por meio de sua Exposição Permanente e Oficina da Idade da Pedra. As crianças também são incentivadas a aprender com as exposições que não fazem parte do currículo escolar. A este respeito, as áreas de exibição no jardim, como o Discovery Site, a trilha de arte “Human Traces” e a Ice Age Game Reserve, são muito atuais para as crianças. O Museu Neanderthal também realiza uma oficina sobre a Idade da Pedra, que é educativa não só para as crianças, mas também para os jovens e idosos. Nesta oficina, dá-se acesso a fósseis pré-históricos como osso, couro ou tendões, ferramentas pré-históricas e técnicas utilizadas no quotidiano dos nossos antepassados.

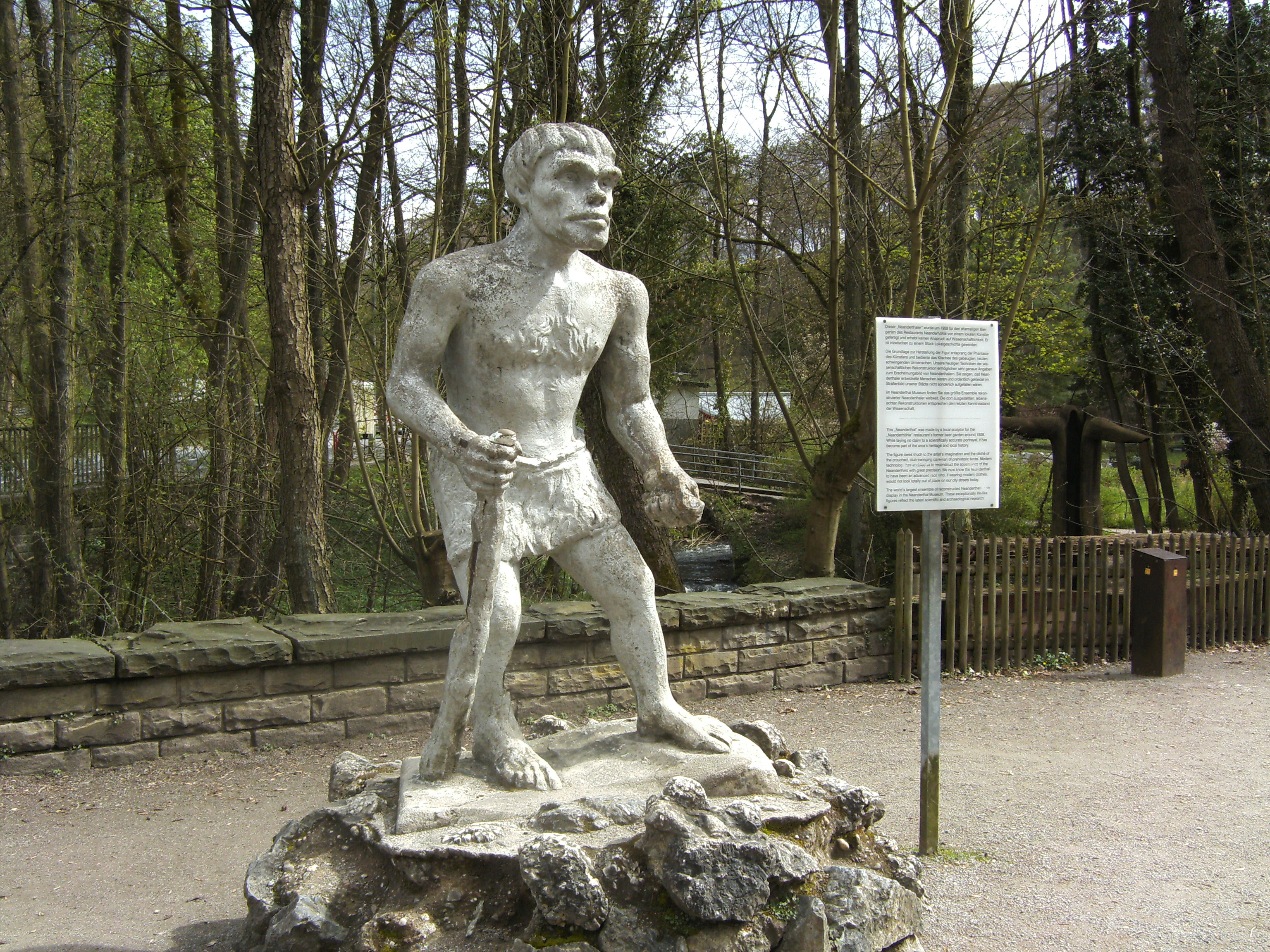
Uma escultura reconstruída pelo homem de Neanderthal, feita em 1928, em exibição no recinto do museu.

## Fundamentos
Na área do jardim, que se desenvolve no recinto do museu para representar o Vale de Neander, há muitas atrações ao longo dos caminhos rotulados como trilha de arte "Traços Humanos", auroques e os cavalos selvagens podem ser vistos. O local original escavado onde foram encontrados fósseis do homem de Neanderthal também fica perto do museu.

## Prêmios
O museu recebeu muitas medalhas de reconhecimento pela arquitetura, exposições, seu site e turismo, entre 1997 e 2009, e são elas:
- Architekturpreis Beton 1997 pela Bundesverband der Deutschen Zementindustrie (Associação Federal da Indústria de Cimento Alemã)
- "Auszeichnung guter Bauten", BDA-Award Düsseldorf 1997, pelo Bund Deutscher Architekten (Federação de Arquitetos Alemães)
- Prêmio Museu Europeu do Ano Comenda Especial 1998, pelo Fórum Europeu de Museus
- "Architektur Preis Nordrhein-Westfalen 1998", pela Bund Deutscher Architekten (Federação de Arquitetos Alemães)
- “Goldstar-Award” em 1999 para o Website pelo Conselho Internacional de Museus; Prêmio Rheinland 2000 para gestão de turismo inovador na Renânia
- "Neuere deutsche Architektur - Eine reflexive Moderne" (arquitetura atual na Alemanha - uma maneira moderna reflexiva) por um comitê nacional e internacional para a exposição especial em 2002
- Prêmio especial do Museu Neanderthal, em 2003, para o melhor conceito de vida e apresentação de cultura pela Fundação "Lebendige Stadt"
- Lugar seleccionado no "país das ideias" em 2006, pela iniciativa "Deutschland - Land der Ideen" (Alemanha - país das ideias)
- Lugar seleccionado no "país das ideias", em 2009, pela iniciativa "Deutschland - Land der Ideen" (Alemanha - país das ideias).